# 張士蘭
張士蘭，字友香，號心園，贵州盤縣人，清朝官員，同進士出身。
道光十五年（1835年）乙未科進士，三甲八十一名，候選知縣。